# Лабазанов, Руслан Хамидович
Русла́н Хами́дович Лабаза́нов, известный по прозвищу «Лобзик» (чечен. Лабазанов Хьамидан кӀант Руслан; 1967, Казахская ССР — 31 мая 1996, Толстой-Юрт) — чеченский политический и военный деятель, сначала сподвижник Джохара Дудаева, с марта 1994 года — оппозиционер. Лидер партии «Нийсо» (от чечен. Нийсо — «Справедливость»), входил во Временный совет Чеченской Республики.
По образованию был тренером по борьбе, до 1990 года проживал в Краснодаре, где преподавал кёкусинкай, являлся президентом местной ассоциации восточных единоборств. В начале 1990-х промышлял рэкетом, был арестован, при этапировании оказался в СИЗО Грозного, где во время захвата власти в Чечне силами ОКЧН организовал бунт, в результате которого вышел на свободу. Во время введения чрезвычайного положения в Чечне сблизился с Дудаевым, стал начальником его охраны и советником.
В марте 1994 года из-за назревшего конфликта с президентом, вылившегося в перестрелку, ушёл в оппозицию. Организовал полувоенную политическую партию, позже присоединившуюся к силам Автурханова. В ходе Первой чеченской войны сотрудничал с федеральными силами. Был убит 31 мая 1996 года в своём доме в Толстой-Юрте при невыясненных обстоятельствах.

## Биография
Руслан Лабазанов родился в Казахской ССР в 1967 году. Принадлежал к чеченскому тейпу Нохч-Келой.
Окончил училище № 10, был кандидатом в мастера спорта по боксу. После школы служил в Белорусском военном округе, в Бобруйске, в спортроте. После армии поступил на факультет спортивной медицины в Краснодарский институт физкультуры. После окончания института работал в Краснодаре инструктором по кёкусинкай. Занимал должность президента кубанской ассоциации восточных единоборств. В этот период создал банду и занимался рэкетом.
В 1990 году Лабазанов был арестован в Ростове-на-Дону по подозрению в убийстве, там же осуждён на 10 лет заключения за умышленное убийство без отягчающих обстоятельств, по другой версии — за разбойные нападения. В начале 1991 года был начат его перевод для отбывания наказания по месту проживания родственников, в ЧИАССР, в ходе которого он оказался в грозненском СИЗО.

### В Ичкерии
В октябре 1991 года возглавил бунт в следственном изоляторе, приведший к освобождению заключённых. Члены переговорной группы, отправленной в бунтующий изолятор для выведения оттуда женщин и несовершеннолетних осуждённых, мешавших открыть огонь, Ю. М. Лучинский и А. С. Куликов описывали его, как спортивного, хорошо одетого парня, говорящего по-русски без акцента, и отмечали его непререкаемый авторитет среди участников бунта, доходивший до того, что он в одиночку удерживал зэков от расправы над парламентёрами. Когда спустя месяц, 8 ноября, Борис Ельцин попытался ввести в Чечне чрезвычайное положение, Лабазанов создал из бывших заключённых вооружённый отряд сторонников Дудаева. Дудаев высоко оценил решительного и харизматичного авторитета, за что сделал его отряд своей личной охраной. Сам Лабазанов стал советником президента ЧРИ по этническим вопросам и получил звание капитана гвардии.
По некоторым данным, в 1992—1993 годах занимался нелегальной продажей оружия на Северном Кавказе и в Закавказье. Прославился как чеченский Робин Гуд, грабящий богатых и раздающий награбленное бедным. В это время отряд Лабазанова стал одним из самых обученных и дисциплинированных в Ичкерии. Подчинённые Лабазанова уважали его, он был жёстким, но справедливым командиром, например, за пьянство боец отряда карался смертью, так как Руслан категорически не принимал алкоголь и курение. Сам Лабазанов в отряде носил прозвище «Рэмбо».

### В оппозиции
В марте 1994 года поссорился с Дудаевым, конфликт дошёл до перестрелки, в результате которой Лабазанов оказался в реанимации Центральной больницы Грозного с пулевыми ранениями. После выписки выступил с критикой правления Дудаева и примкнул к оппозиции. Главным обвинением Лабазанова в адрес Дудаева было потакание интересам бандитских кругов в Ичкерии. 23 марта в заявлении Госдумы РФ был признан одним из важнейших участников политического процесса в Ичкерии. В мае 1994 года заявил о создании партии «Нийсо», которая выступила с критикой режима Дудаева. Лидером партии именно c этим названием Лабазанов себя публично позиционировал. Захватив в 4-м грозненском микрорайоне многоэтажный жилой дом, Лабазанов образовал в нём свой штаб и превратил дом в крепость, усилив бетонными плитами и укреплёнными огневыми точками.
2 июня Лабазанов со своими сторонниками совершили вооружённый налёт на Дом Радио. 12 июня сторонники оппозиции устроили митинг на площади имени Шейха Мансура в центре Грозного, требуя немедленной отставки президента и вице-президента страны. Во время митинга несколько человек из отряда Лабазанова завязали перестрелку с представителями местной полиции у здания МВД ЧРИ. На следующий день, 13 июня, Джохар Дудаев направил войска на взятие штаб-квартиры Лабазанова. Во время разгрома грозненской базы «Нийсо», длившегося 12 часов, жилой дом, в котором она находилась, был серьёзно повреждён, погибли мирные жители и участники столкновения с обеих сторон. Двоюродный брат и близкий друг Лабазанова в этом бою попали в плен и были казнены путём обезглавливания, а их головы с головой ещё одного бойца были выставлены на всеобщее обозрение на площади Минутка. Ведущую роль в операции сыграл «Абхазский батальон» под командованием Шамиля Басаева. После событий 13 июня Лабазанов объявил кровную месть президенту Дудаеву.
В августе того же года Лабазанов установил тесные контакты с основными группами противников режима Дудаева и вошёл в военное руководство оппозиции, возглавив один из отрядов антидудаевского ополчения. Создал базу в городе Аргун, установил контроль над городом, а также над соседними Веденским и Шалинским районами. Закрепившись, Лабазанов начал предавать огласке информацию о том, как правительство Дудаева, не без участия самого президента, торговало нефтью в 1992—1993 годах. По его информации, после перевода денег за нефтепродукты, последние бесследно исчезали. Начинавшееся каждый раз расследование довольно быстро прекращалось за смертью следователей. В подтверждение своих слов он предоставлял имевшиеся у него документы за подписью президента Ичкерии. Под обвинения в мошенничестве с нефтепродуктами также попал тогдашний министр нефтяной промышленности ЧРИ Адам Албаков, с которым на этой почве у Лабазанова началась открытая вражда. По некоторым сведениям, в ходе этой борьбы был убит один из братьев Албаковых.
5 сентября 1994 года отряд Лабазанова в Аргуне был разгромлен дудаевцами под командованием Руслана Гелаева. Имеются свидетельства, что костяк ударных сил, разгромивших отряды Лабазанова в Грозном и Аргуне снова составил «Абхазский батальон», заявлялось о причастности к операции Шамиля Басаева. В этом бою подконтрольные Дудаеву формирования впервые применили авиацию и тяжёлую бронетехнику. Отряд Лабазанова с боем прорвался в Дагестан, потеряв около 20 человек убитыми, после чего присоединился к Временному совету Руслана Хасбулатова в селе Толстой-Юрт.
В октябре-ноябре Лабазанов участвовал в боевых действиях на стороне Временного совета Чечни. Группа под его командованием 15 октября вошла в Грозный и захватила дворец Дудаева, не встретив, однако, никакого сопротивления. После, когда силы Дудаева начали контрнаступление, отряд Лабазанова был брошен в окружении (отряд Автурханова внезапно отступил, есть мнение, что по приказу из Москвы), после чего Лабазанов перестал доверять соратникам по оппозиции. Во время основного штурма Грозного 26 ноября 1994 года отряд Лабазанова должен был войти в город через площадь Минутка, оттуда подойти к дворцу президента. Отряд выдвинулся с опозданием и попал под массированный артиллерийский обстрел. Когда последние два танка были подбиты на подступах к дворцу, Лабазанову пришлось дать команду к отходу. В этот период он начал носить знаки различия полковника, хотя неизвестно, кто присвоил ему это звание. В прессе ходили слухи, что звание полковника ФСБ ему присвоил Сергей Степашин или же кто-то из чинов российской армии.

### Первая чеченская война
В ходе Первой чеченской войны Лабазанов неоднократно становился посредником между российскими войсками и формированиями, подконтрольными Дудаеву. В марте 1995 года Лабазанов встретился в Червлённой с генералом Куликовым, с которым он был знаком с бунта в СИЗО. По просьбе последнего, Лабазанов вёл пропагандистскую работу среди чеченцев, поддерживавших Дудаева, перед наступлением российской армии на Аргун. В числе прочего в своей агитационной работе он пытался использовать старейшин и религиозных лидеров, но, по его словам, в принятии решений те какого-либо участия не принимали и легко выполняли чужие указания. В ответ на помощь в разоружении части дудаевских формирований российскими войсками в момент необходимости была эвакуирована одна из трёх жён Лабазанова, бывшая беременной.

### Гибель
К лету 1995 года Лабазанов отошёл от политики. За несколько дней до его смерти на него было организовано покушение, которое закончилось провалом. А 31 мая 1996 года его обнаружили застреленным в селе Толстой-Юрт. О причинах и исполнителях убийства ходило много версий. По одной из них, особенно популярной среди чеченских сепаратистских и российских оппозиционных кругов, он был застрелен собственным телохранителем или кем-то ещё из своих сторонников. По другой — убит Арби Бараевым по приказу Шамиля Басаева.

### На русском языке
- Музаев Т. Чеченская республика: органы власти и политические силы. — М.: Панорама, 1995. — 177 с.
- Кольев А. Н. Чеченский капкан: Путь к неизбежности. — М.: Библиотека конгресса русских общин, 1997. — 208 с. — 1000 экз. Архивировано 4 марта 2016 года.
- Черкасов А. Россия — Чечня: цепь ошибок и преступлений / ред. О. П. Орлов. — Звенья, 1998. — 398 с. — ISBN 978-5-787-00021-4.
- Михайлов А. Г. Чеченское колесо. — bookscafe.net, 2000. — 97 с. — ISBN 978-5-89048-100-9.
- Сухов И. Чечня теневая и официальная: специальный информационный обзор. — Центр политической информации, 2001. — 125 с.
- Гродненский Н. Н. Неоконченная война: История вооруженного конфликта в Чечне. — Минск: Харвест, 2004. — 672 с. — (Военно-историческая библиотека). — 5000 экз. — ISBN 978-985-13-1454-4.
- Головлёв А. А. Очерки о Чечне (природа, население, новейшая история). — Вектор-С, 2007. — 295 с. — ISBN 978-5-913-08014-1.
- Гродненский Н. Н. Первая чеченская. История вооружённого конфликта. — Минск: Современная школа, 2008. — 720 с. — ISBN 978-985-513-326-2.
- Зенькович Н. А. 1994. Россия. В шаге от распада. — СПб.: ОЛМА Медиа Групп, 2010. — 608 с. — ISBN 978-5-373-03710-5.
- Зелев А. Ю. Л—С // Знаменитые чеченцы и ингуши. Энциклопедия. — samlib.ru, 2012.
- Куликов А. В. Тяжёлые звёзды. — М.: Война и Мир, 2002. — 565 с. — ISBN 978-5-894-00003-9.
- Прокопенко И. С. Чеченский капкан: между предательством и героизмом. — Litres, 2015. — 1756 с. — ISBN 978-5-457-19467-0.

### На иностранных языках
- Tishkov V. Ethnicity, Nationalism and Conflict in and after the Soviet Union: The Mind Aflame (англ.) / PRIO[англ.], UNRISD[англ.]. — London: SAGE Publications, 1997. — 334 p. — ISBN 0-7619-51849.
- Eldin M. The Sky Wept Fire: My Life as a Chechen Freedom Fighter (англ.). — London: Portobello Books, 2011. — 304 p. — ISBN 978-1-846-27392-6.
- Askerov A. Historical Dictionary of the Chechen Conflict (англ.). — New York: Rowman & Littlefield, 2015. — 310 p. — ISBN 978-1-4422-4925-7.